# Tamenhant
Tamenhant (parfois Tamanhint) (تمنهنت)  est une base aérienne à 30 km de Sebha en Libye, la plus importante dans le sud libyen. Elle se situe au carrefour de plusieurs voies reliant les villes du sud, du centre et du nord libyen.
Durant la deuxième guerre civile libyenne, elle a été pendant longtemps un des rares sites contrôlé dans le Sud de la Libye par l'Armée nationale libyenne (ANL) du maréchal Haftar (jusqu'à l'offensive menée par cette dernière sur le Fezzan en 2018).
Le 5 avril 2017, les forces du maréchal Haftar attaquent l'aéroport de Tamenhant défendue par les Brigades de Misrata affiliée aux Gouvernement d'union nationale (GUN). Le 9 avril, les Brigades de Misrata annoncent le lancement d'une contre-offensive, baptisée opération « Espoir promis ». Le 25 mai, les forces pro-Haftar contre-attaquent et s'emparent sans rencontrer de résistance de la base de Tamenhant.
Dans le cadre de l’opération militaire Volcan de la colère lancée en réaction à l’offensive de Haftar sur Tripoli, la base aérienne de Tamanhint a été attaquée en avril 2019 par les forces du GUN qui se sont toutefois retirées quelques heures après l'assaut.